# Айец, Франческо
Франче́ско А́йец, Айес, Гайез (итал. Francesco Hayez, 10 февраля 1791, Венеция, Венецианская республика — 21 декабря 1882, Милан, Королевство Италия) — итальянский живописец, один из ведущих художников романтизма середины XIX столетия, известный своими историческими картинами, политическими аллегориями и портретами.

## Биография
Сын выходца из Франции. Воспитывался в доме сестры своей матери. С детства Айец хорошо рисовал, поэтому его дядя отдал его учеником к художественному реставратору. Позже он стал учеником живописца Франческо Маджотто, с которым пробыл три года.

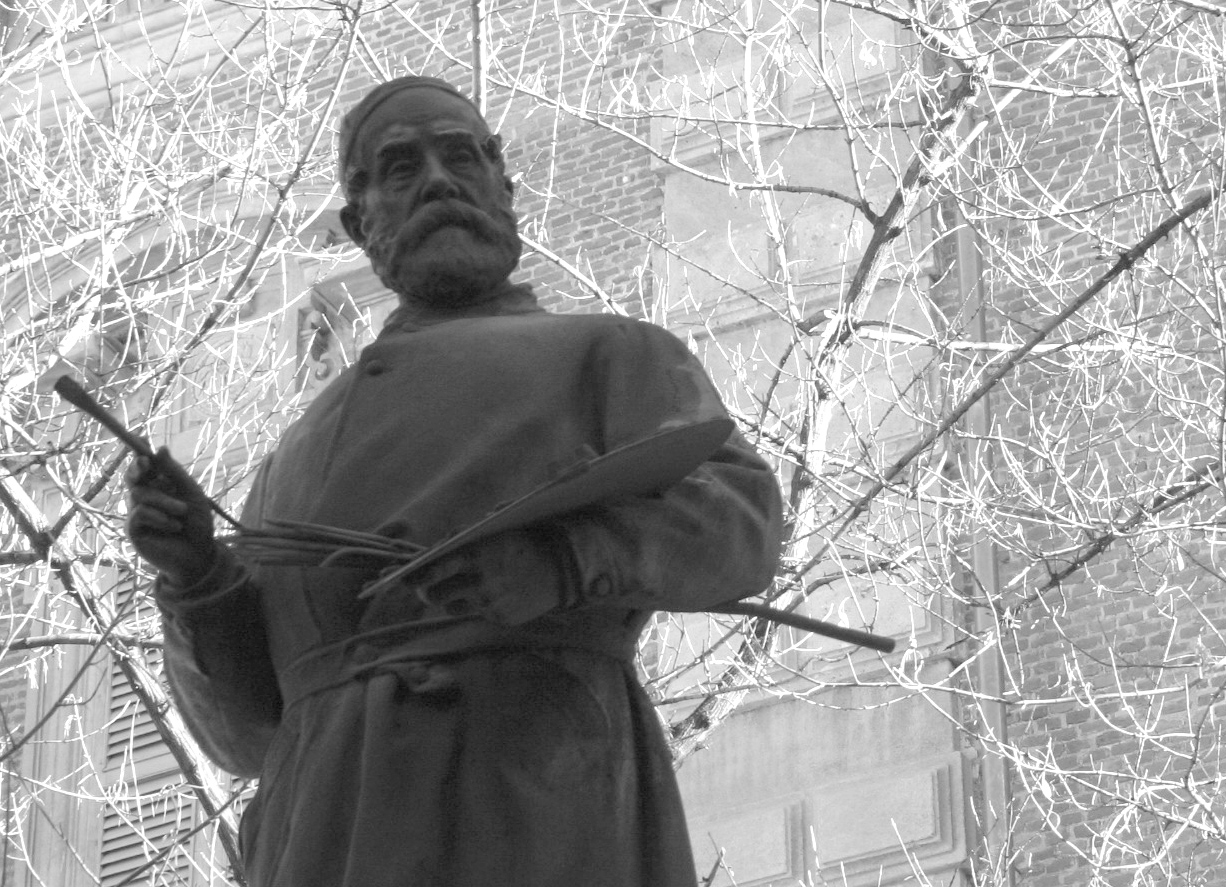
Памятник Франческо Айецу в Милане

В 1809 году Айец выиграл конкурс, устроенный Венецианской академией, после чего в течение года учился в Академии Святого Луки в Риме. Он оставался в Риме до 1814 года, а затем переехал в Неаполь, где по заданию Иоахима Мюрата создал свою главную работу — картину «Одиссей во дворце Алкиноя».
Позднее Айец отправился в Милан. Там он долгое время преподавал живопись в Академии Брера, а в 1860 году стал её директором. Похоронен в Милане на Монументальном кладбище.
В настоящее время Пинакотека Брера имеет наиболее полное собрание его работ.

## Творчество

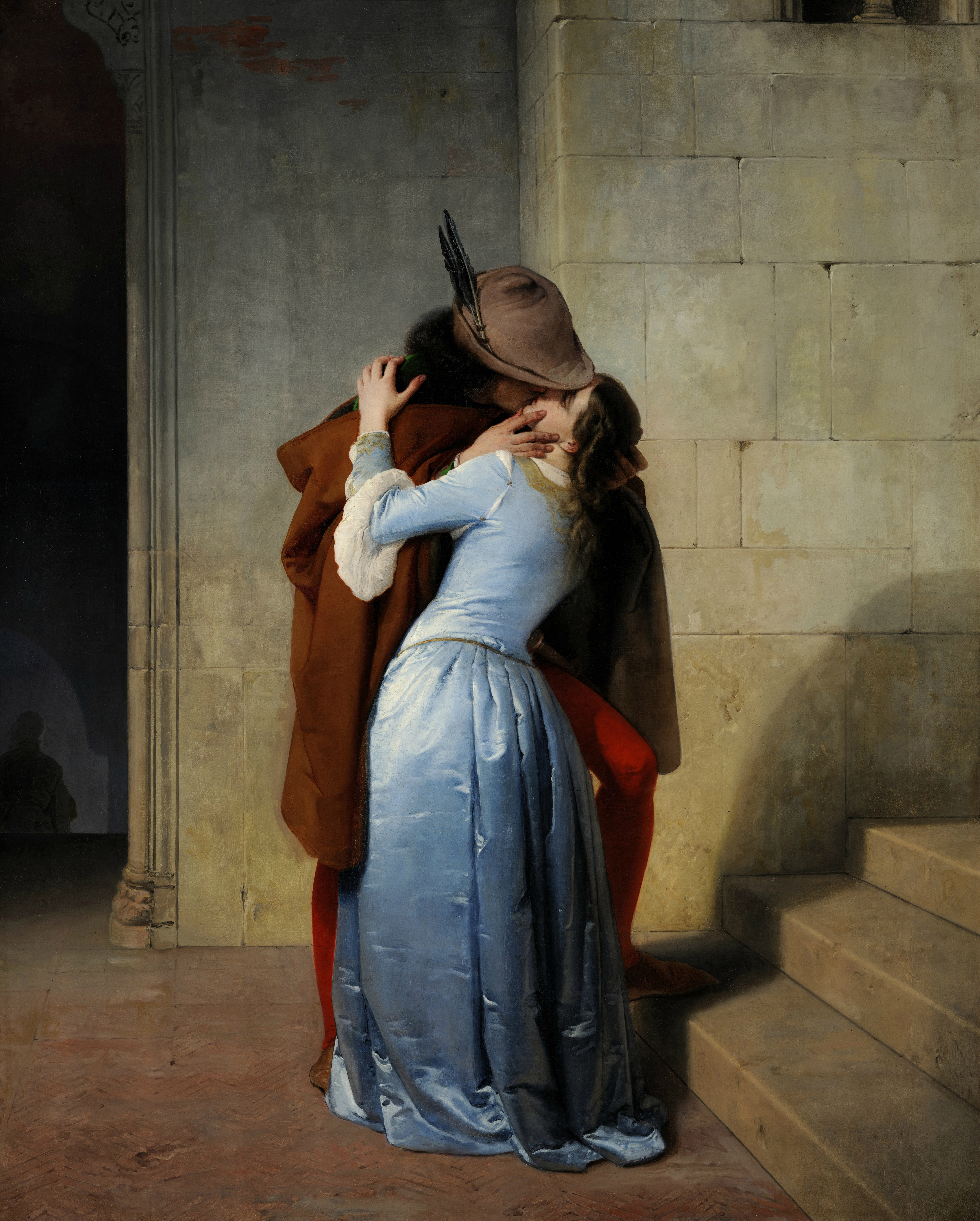
Поцелуй (1859)

Франческо Айец работал в основном с религиозными, историческими, литературными и мифологическими сюжетами. Кроме того, он был замечательным портретистом — многие знаменитые люди Италии почитали за честь позировать Айецу при написании портрета. Также одной из его любимых тем была полуобнажённая женская натура. Начав как художник-классицист, Айец постепенно эволюционировал в сторону романтизма и салонного искусства.
В числе наиболее известных картин Айеца — написанный в 1859 году «Поцелуй», в котором художник объединил сюжет в романтическом вкусе с символическим представлением любви к родине. «Поцелуй» быстро обрёл популярность и стал одной из наиболее часто репродуцируемых итальянских картин XIX века. Оригинал находится в Пинакотеке Брера; несколько авторских копий — в различных европейских собраниях.
Оценить весь творческий путь, пройденный Франческо Айецем, сложно, так как он нередко не подписывал свои работы и не датировал их (часто обозначенная на его картинах дата является только свидетельством того, когда картина была продана).

## Галерея

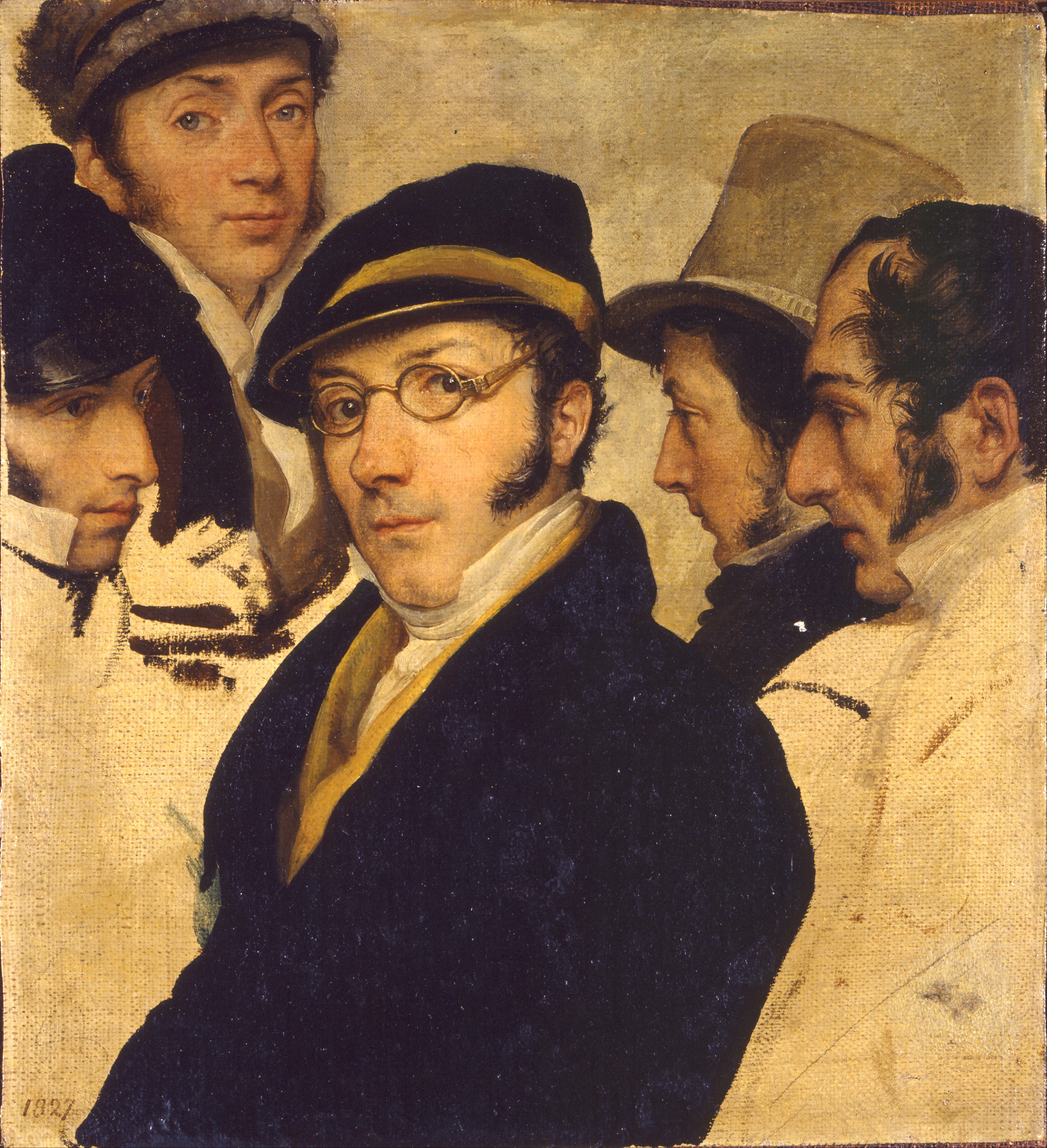
Автопортрет в кругу друзей
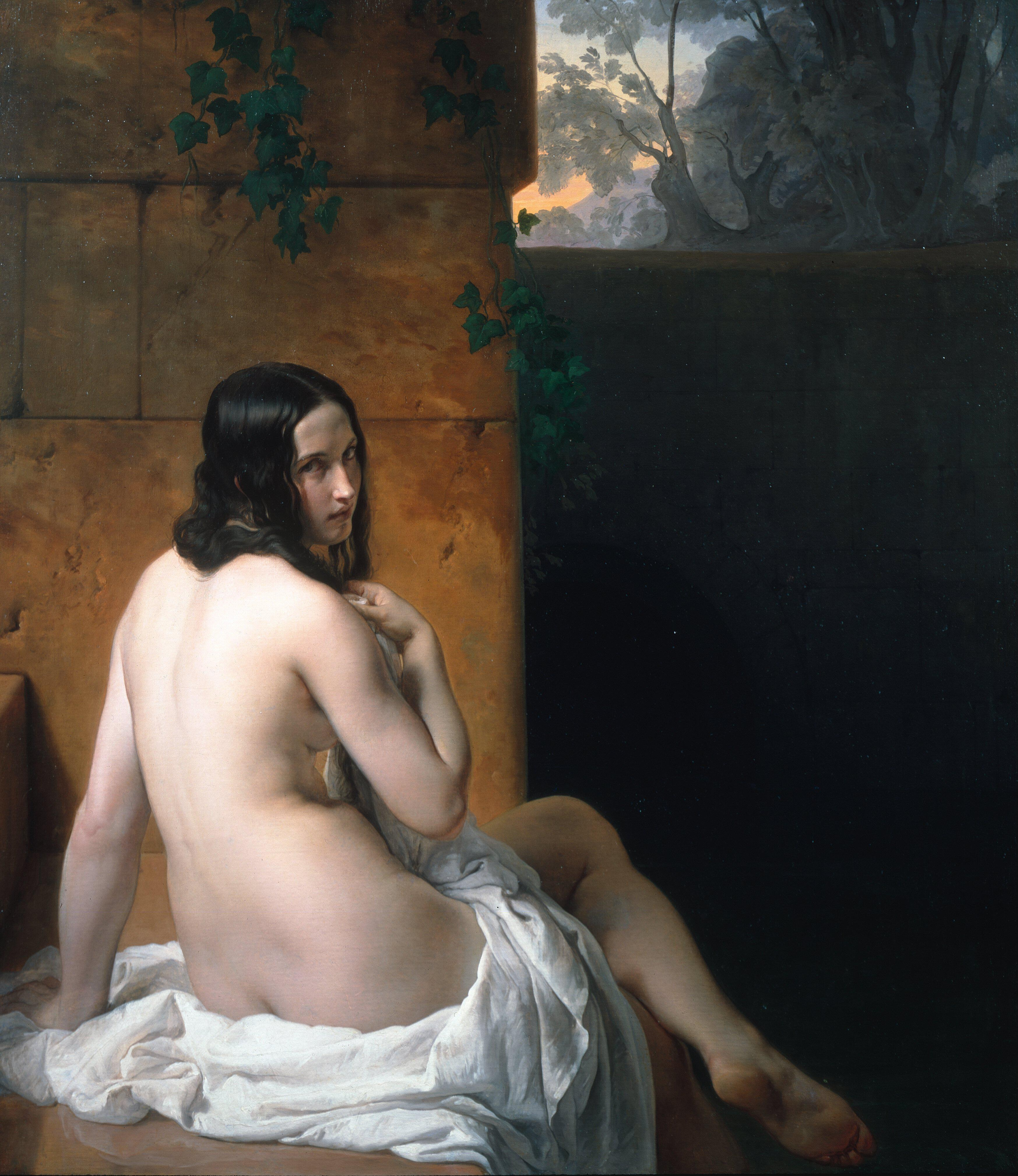
Сусанна во время купания
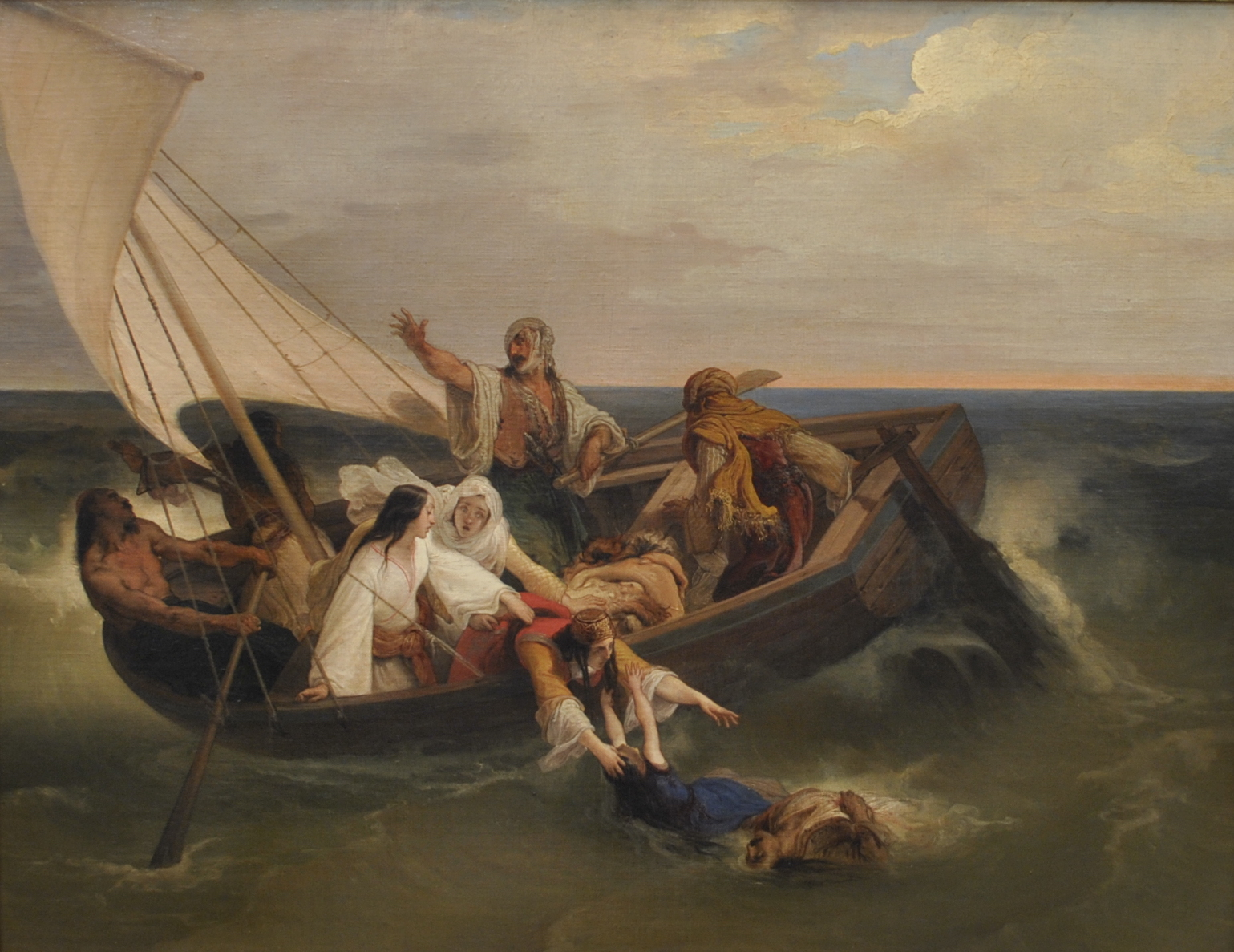
Лодка греческих беженцев
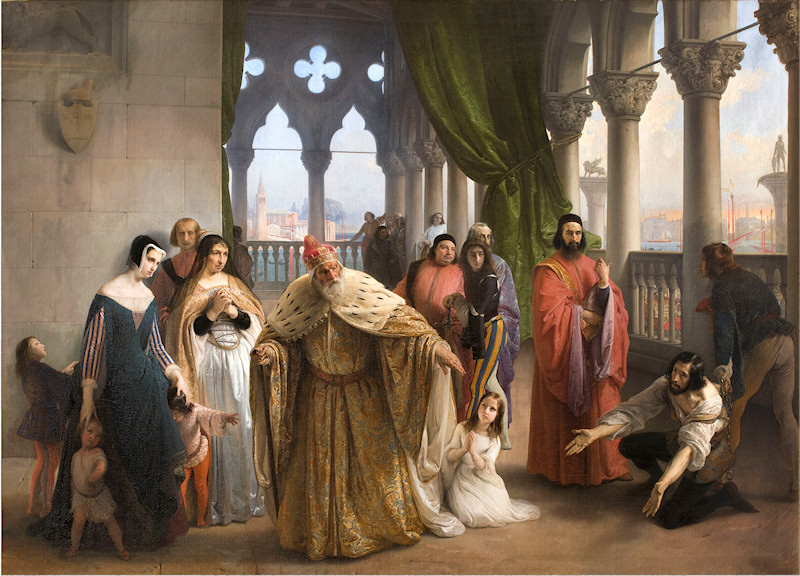
Последняя встреча Якопо Фоскари с семьёй
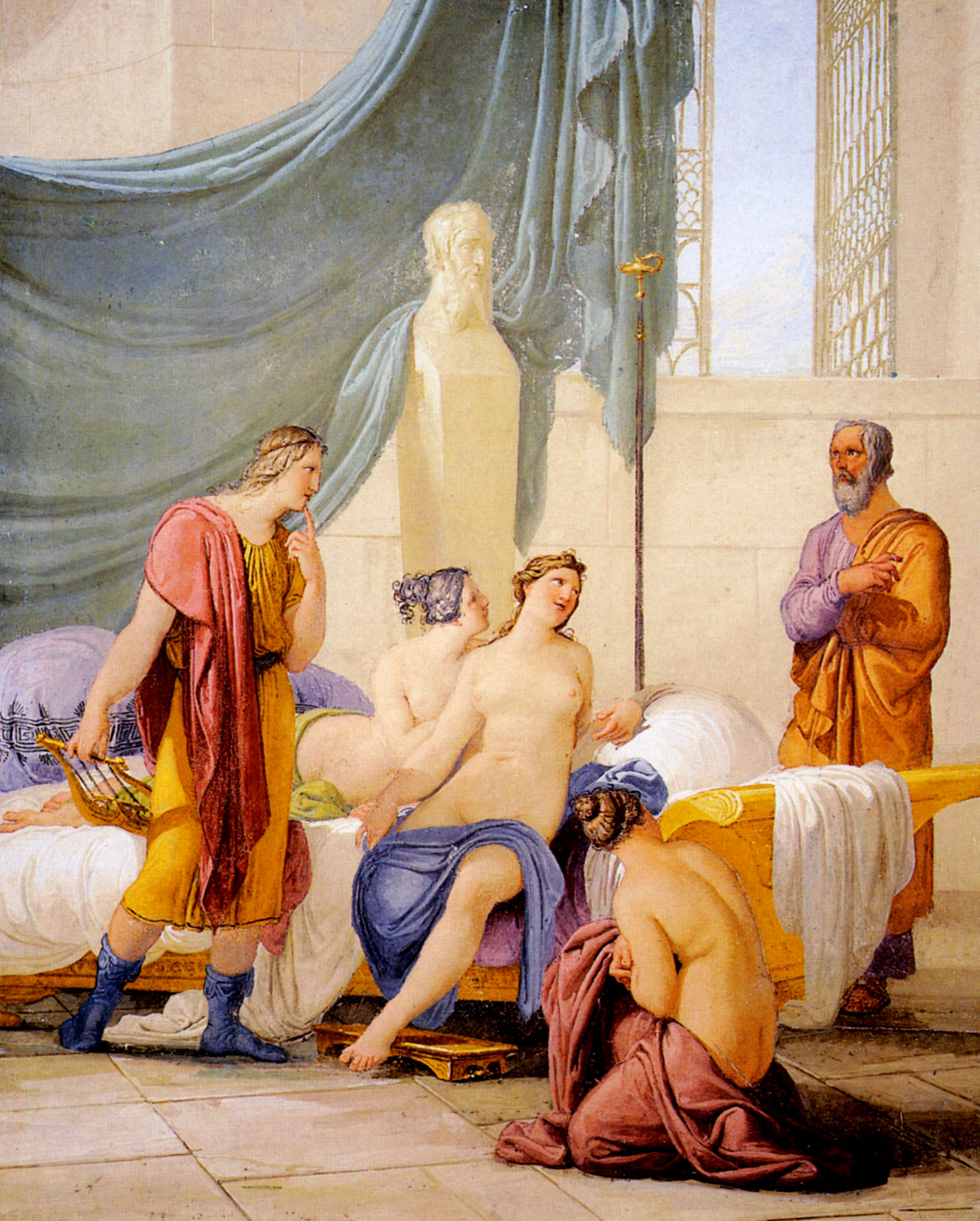
Сократ выводит Алкивиада из борделя
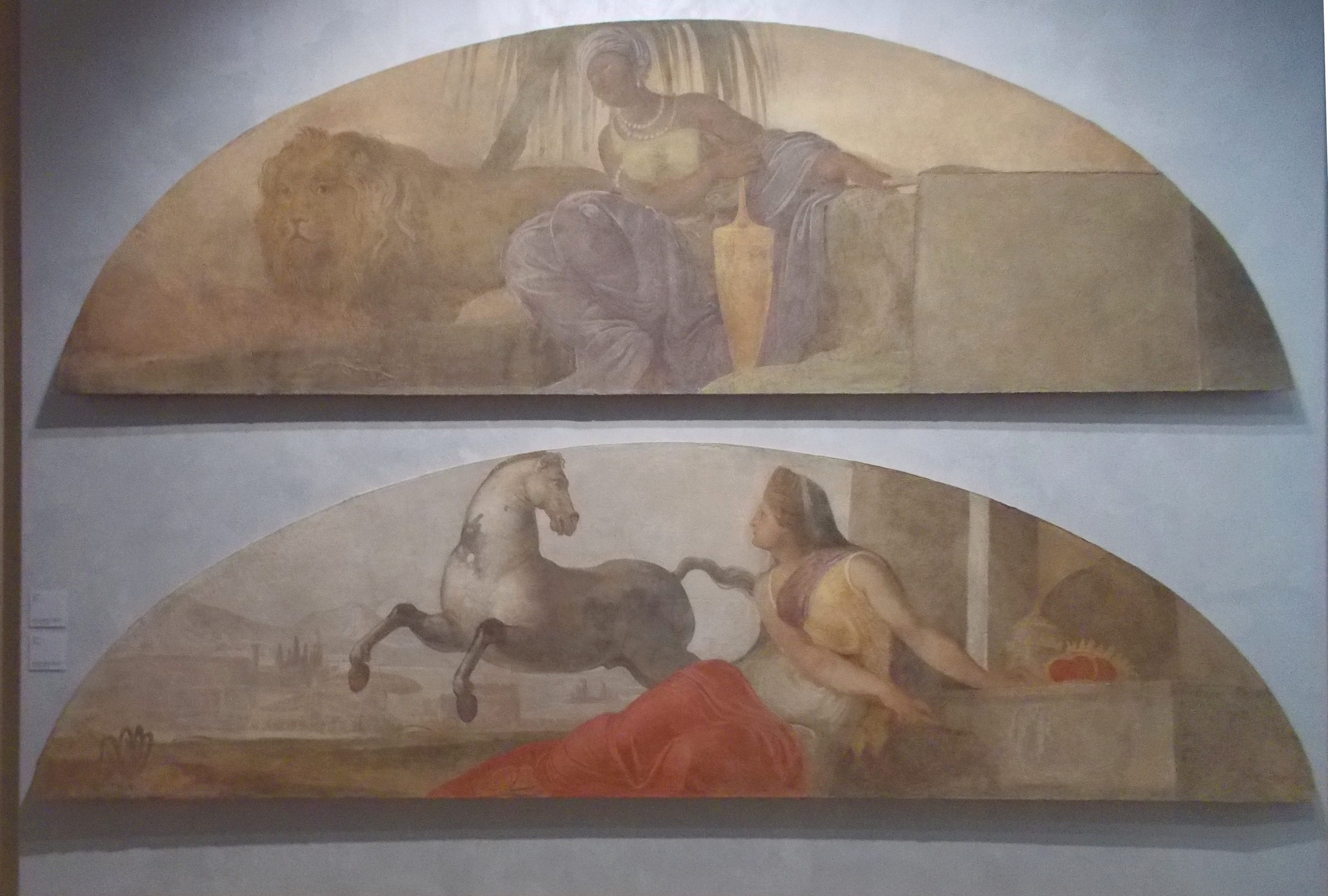
Аллегории частей света - Африка и Европа
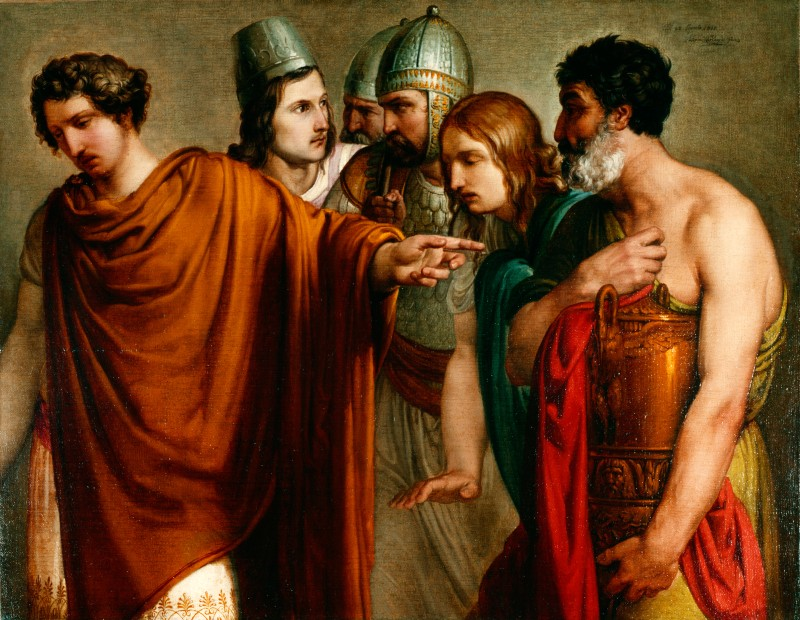
Смерть Абрадата
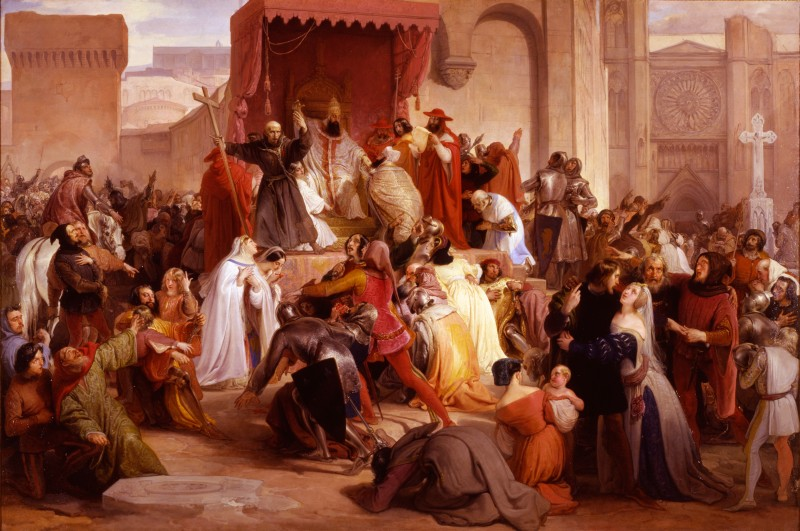
Папа Урбан II на площади Клермона проповедует первый крестовый поход
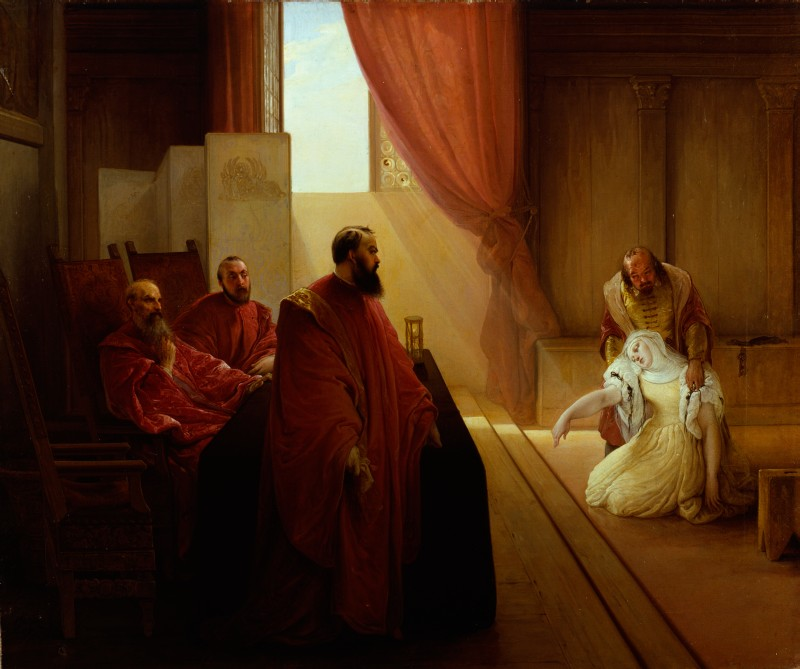
Валенса Градениго перед инквизицией
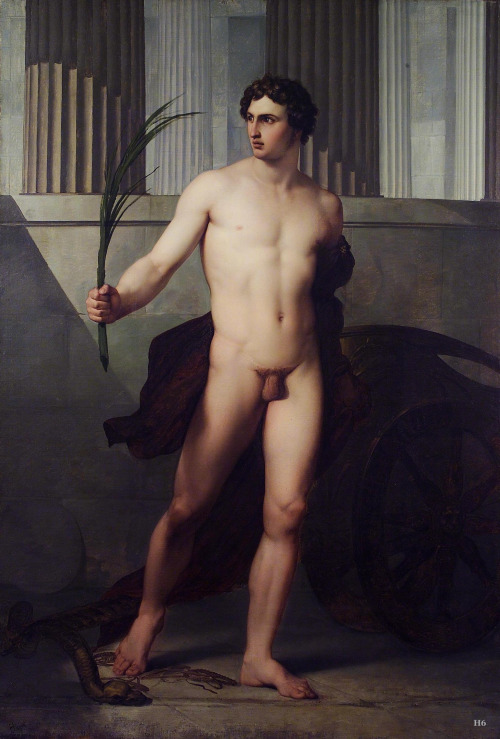
Атлет-триумфатор
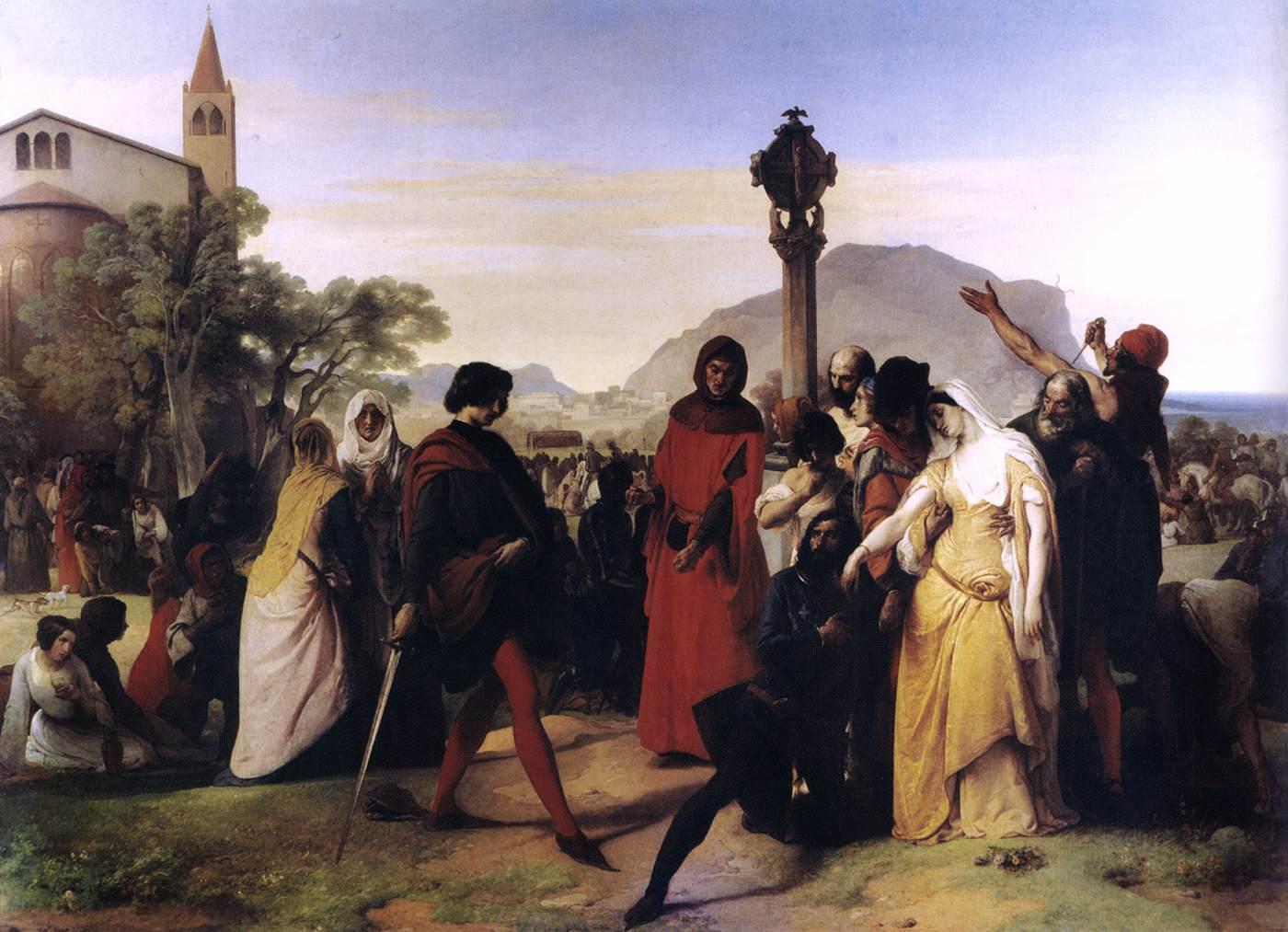
Сицилийская вечерня
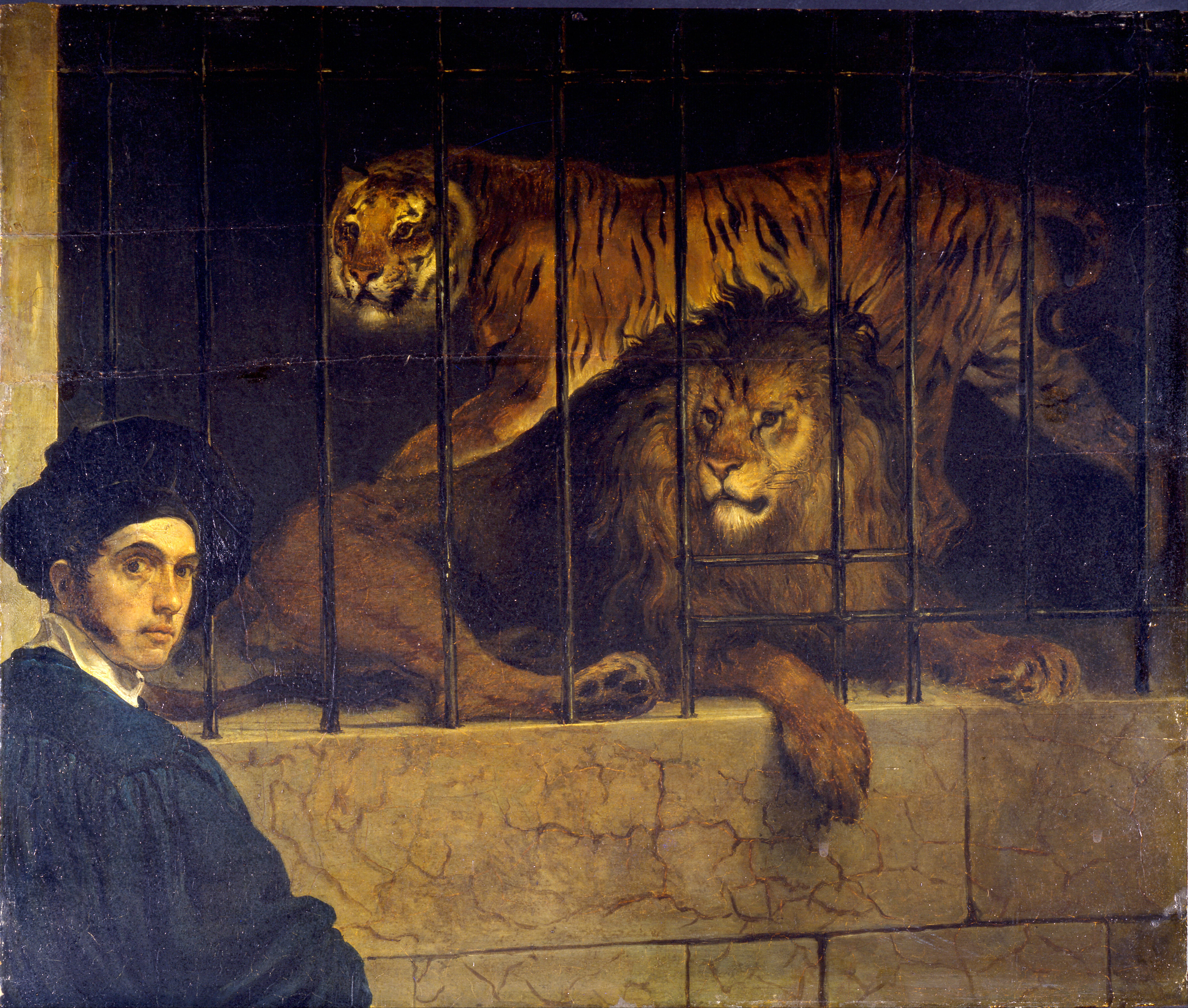
Автопортрет художника с тигром и львом